# Johannes Schildenberger
Johannes Schildenberger OSB (* 3. November 1896 in Lauchheim als Anton Jakob Schildenberger; † 12. Februar 1990 in Beuron) war ein deutscher Benediktiner, Theologe und Bibelwissenschaftler.

## Leben
Anton Schildenberger, Sohn von Jacob und Maria geb. Mühlich, begann nach seinem Eintritt in die Benediktiner-Erzabtei St. Martin in Beuron am 29. August 1915 sein Noviziat und erhielt von Erzabt Ildefons Schober den Ordensnamen des hl. Apostels und Evangelisten Johannes. Am 10. Februar 1920 legte Schildenberger im Kloster Beuron seine zeitliche und am 8. September 1922 seine ewige Ewige Profeß ab. Schon 1920 hatte er in Maria Laach mit dem Philosophiestudium begonnen, das Theologiestudium absolvierte er danach in der Päpstlichen Hochschule der Benediktiner Sant’Anselmo auf dem Aventin in Rom, wo er 1926 zum Doktor der Theologie promoviert wurde. Schon am 3. August 1924 hatte Pater Johannes die Priesterweihe empfangen. Nach seiner Promotion war er ab 1926 in Sant' Anselmo in Rom Lektor für alttestamentliche Exegese. Die Jahre 1928/1929 verbrachte er zu weiteren Bibelstudien am Päpstlichen Bibelinstitut in Jerusalem. An der Theologischen Hochschule der Erzabtei Beuron war er seit 1926 Lektor für Altes Testament und zudem ab 1952 Lektor am Katechetichen Seminar Beuron. 1934 wurde er zum Dr. rer. bibl. (Doktor der Bibelwissenschaften) promoviert. 
Im Jahr 1964 wurde Schildenberger zum Berater der Psalmenkommission in Rom berufen und 1966 Berater der Neovulgata in Rom. Schildenberger publizierte in der Bibelwissenschaft zahlreiche Titel in Zeitschriften und Lexika (insgesamt 110 Titel).
Nach seinem Tod am 12. Februar 1990 wurde Pater Johannes Schildenberger auf dem Beuroner Klosterfriedhof beigesetzt.

## Schriften
- Das Rätsel der Hochzeit von Kana, Beuroner Kunstverlag, Beuron 1933.
- Die Bücher Tobias, Judith und Esther, Hanstein 1940.
- Die altlateinischen Texte des Proverbien-Buches. Beuroner Kunstverlag, Beuron 1941.
- Vom Geheimnis des Gotteswortes. Einführung in das Verständnis der Heiligen Schrift. Kerle, Heidelberg 1950.
- Zur Textkritik von Psalm 45 (44), 1957
- Literarische Arten der Geschichtsschreibung im Alten Testament. Benziger Verlag, Einsiedeln 1964.
- Realtà storica e generi letterari nell’antico testamento, Paideia 1965.
- Die Bibel in Deutschland. Das Wort Gottes und seine Überlieferung im deutschen Sprachraum, Kath. Bibelwerk, Stuttgart 1965.